# Bernard Fitzalan-Howard, XVI duca di Norfolk
Bernard Fitzalan-Howard, XVI duca del Norfolk (30 maggio 1908 – 31 gennaio 1975), è stato un nobile e genealogista inglese.

## Biografia

### Infanzia e ascesa al Ducato
Bernard era il maggiore dei figli sopravvissuti di Henry Fitzalan-Howard, XV duca di Norfolk, il quale morì quando Bernardo aveva solo nove anni. Su madre era Gwendoline Mary Herries, XII lady Herries di Terregles, dalla quale Bernard ereditò la parìa alla di lei morte nel 1947.

### Giovinezza
Bernard venne educato alla The Oratory School ed entrò dal 1931 nelle Royal Horse Guards, ma diede le dimissioni da questo corpo già nel 1933. Egli aderì dunque al 4º battaglione dell'esercito, il Royal Sussex Regiment nel 1934 e venne promosso maggiore nel 1939. Nel 1936 venne nominato Consigliere Privato del re e prestò servizio durante la Seconda guerra mondiale ove venne anche ferito in combattimento.

### Matrimonio
Il Duca sposò The Hon. Lavinia Mary Strutt, figlia di Algernon Strutt, III barone Belper e della moglie di questi, Eva, il 27 gennaio 1937. La coppia ebbe quattro figlie.

### Conte Maresciallo di Inghilterra
Come Conte Maresciallo ereditario, egli predispose le incoronazioni di Giorgio VI e di Elisabetta II, così come l'investitura di Carlo, principe di Galles. Non avendo avuto figli maschi, alla sua morte il titolo passò ad un suo cugino, Miles Stapleton-Fitzalan-Howard, XVII duca di Norfolk. Il XVI duca venne sepolto nella Fitzalan Chapel nei pressi del Castello di Arundel.

### Cricket
Sua Grazia, il Duca di Norfolk è stato nominato manager del tour inglese in Australia nell'inverno del 1962-63. La sua nomina ha stupito solo pochi in quanto tutti sanno che egli è un grande appassionato di questo gioco. Egli era un uomo molto piacevole, un vero gentiluomo, nonché un vero entusiasta del cricket...
Fred Trueman

Negli anni il Duca di Norfolk aveva coltivato a livello privato la passione per il cricket, uno sport che amava molto sin dalla gioventù e nel 1962-63 egli fu addirittura presidente della squadra inglese di cricket in Australia. Egli era già stato presidente del Marylebone Cricket Club nel biennio 1956-57 e continuava ad essere membro della sua influente giuria. Egli organizzò un tour nelle Indie orientali con la sua squadra che includeva giocatori del calibro di Tom Graveney, John Warr, Doug Wright e Willie Watson e ne organizzò un altro per il biennio 1969-70. Suo padre il XV duca aveva fatto costruire l'Arundel Castle Cricket Ground ed il duca ospitò proprio nella sua proprietà molte delle competizioni che si tennero in quegli anni coinvolgenti la sua squadra. Inizialmente per la direzione della squadra si era pensato a Billy Griffith, ma egli venne nominato Segretario del MCC e dovette rimanere al Lords Cricket Ground per sovrintendere alle divisioni tra amatori e professionisti che venivano decise nell'autunno di quell'anno. Il duca si offrì dunque e venne accettato alla presidenza. 
A livello sociale la sua nomina fu un grande successo, la sua direzione trasparente del gioco e l'affabilità dei giocatori, lo resero molto popolare presso il pubblico e presso la stampa Fu durante il suo impegno alla presidenza che egli, nelle sue qualità di Conte Maresciallo, si trovò anche ad organizzare la visita dei reali in Australia nel 1963, per poi fare ritorno l'anno successivo in Gran Bretagna per ragioni di stato.

## Discendenza
Lord Bernard Howard e Lavinia Mary Strutt ebbero quattro figlie:
- Anne Elizabeth Fitzalan-Howard (n. 12 giugno 1938), sposò Colin Cowdrey, poi Barone Cowdrey di Tonbridge
- Mary Katherine Fitzalan-Howard (n. 14 agosto 1940), sposò il capitano Anthony Mumford.
- Sarah Margaret Fitzalan-Howard (n. 28 settembre 1941), sposò Nigel Clutton
- (Theresa) Jane Fitzalan-Howard (n. 24 giugno 1945), sposò Michael Kerr, XIII Marchese di Lothian

## Ascendenza
|                                                              |                                                            |                                                        | Genitori                                             |  |  | Nonni |  |  | Bisnonni                              |  |  | Trisnonni                               |  |
|                                                              |                                                            |                                                        |                                                      |  |  |       |  |  | 8. Henry Howard, XIII duca di Norfolk |  |  | 16. Bernard Howard, XII duca di Norfolk |  |
|                                                              |                                                            |                                                        |                                                      |  |  |       |  |  | 8. Henry Howard, XIII duca di Norfolk |  |  | 16. Bernard Howard, XII duca di Norfolk |  |
|                                                              |                                                            | 17. Elizabeth Belasyse                                 |                                                      |  |  |       |  |  | 8. Henry Howard, XIII duca di Norfolk |  |  |                                         |  |
| 4. Henry Fitzalan-Howard, XIV duca di Norfolk                |                                                            |                                                        |                                                      |  |  |       |  |  | 8. Henry Howard, XIII duca di Norfolk |  |  |                                         |  |
|                                                              |                                                            | 9. Charlotte Sophia Leveson-Gower                      | 18. George Leveson-Gower, I duca di Sutherland       |  |  |       |  |  |                                       |  |  |                                         |  |
|                                                              |                                                            | 9. Charlotte Sophia Leveson-Gower                      | 18. George Leveson-Gower, I duca di Sutherland       |  |  |       |  |  |                                       |  |  |                                         |  |
|                                                              |                                                            | 9. Charlotte Sophia Leveson-Gower                      | 19. Elizabeth Sutherland, XIX contessa di Sutherland |  |  |       |  |  |                                       |  |  |                                         |  |
| 2. Henry Fitzalan-Howard, XV duca di Norfolk                 |                                                            | 9. Charlotte Sophia Leveson-Gower                      |                                                      |  |  |       |  |  |                                       |  |  |                                         |  |
|                                                              |                                                            | 10. Edmund Lyons, I barone Lyons                       | 20. John Lyons                                       |  |  |       |  |  |                                       |  |  |                                         |  |
|                                                              |                                                            | 10. Edmund Lyons, I barone Lyons                       | 20. John Lyons                                       |  |  |       |  |  |                                       |  |  |                                         |  |
|                                                              |                                                            | 10. Edmund Lyons, I barone Lyons                       | 21. Catharine Walrond                                |  |  |       |  |  |                                       |  |  |                                         |  |
| 5. Augusta Lyons                                             |                                                            | 10. Edmund Lyons, I barone Lyons                       |                                                      |  |  |       |  |  |                                       |  |  |                                         |  |
|                                                              |                                                            | 11. Augusta Louisa Rogers                              | 22. Josias Rogers                                    |  |  |       |  |  |                                       |  |  |                                         |  |
|                                                              |                                                            | 11. Augusta Louisa Rogers                              | 22. Josias Rogers                                    |  |  |       |  |  |                                       |  |  |                                         |  |
|                                                              |                                                            | 11. Augusta Louisa Rogers                              | 23. Mary                                             |  |  |       |  |  |                                       |  |  |                                         |  |
| 1. Bernard Fitzalan-Howard, XVI duca di Norfolk              |                                                            | 11. Augusta Louisa Rogers                              |                                                      |  |  |       |  |  |                                       |  |  |                                         |  |
|                                                              | 12. William Constable-Maxwell, X lord Herries di Terregles | 24. Marmaduke William Constable-Maxwell                |                                                      |  |  |       |  |  |                                       |  |  |                                         |  |
|                                                              | 12. William Constable-Maxwell, X lord Herries di Terregles | 24. Marmaduke William Constable-Maxwell                |                                                      |  |  |       |  |  |                                       |  |  |                                         |  |
|                                                              | 12. William Constable-Maxwell, X lord Herries di Terregles | 25. Theresa Apollonia Wakeman                          |                                                      |  |  |       |  |  |                                       |  |  |                                         |  |
| 6. Marmaduke Constable-Maxwell, XI lord Herries di Terregles | 12. William Constable-Maxwell, X lord Herries di Terregles |                                                        |                                                      |  |  |       |  |  |                                       |  |  |                                         |  |
|                                                              |                                                            | 13. Marcia Vavasour                                    | 26. Edward Marmaduke Joseph Vavasour, I baronetto    |  |  |       |  |  |                                       |  |  |                                         |  |
|                                                              |                                                            | 13. Marcia Vavasour                                    | 26. Edward Marmaduke Joseph Vavasour, I baronetto    |  |  |       |  |  |                                       |  |  |                                         |  |
|                                                              |                                                            | 13. Marcia Vavasour                                    | 27. Marcia Bridget Lane-Fox                          |  |  |       |  |  |                                       |  |  |                                         |  |
| 3. Gwendolen Constable-Maxwell                               |                                                            | 13. Marcia Vavasour                                    |                                                      |  |  |       |  |  |                                       |  |  |                                         |  |
|                                                              |                                                            | 14. Edward Fitzalan-Howard, I barone Howard di Glossop | 28. Henry Howard, XIII duca di Norfolk (= 8)         |  |  |       |  |  |                                       |  |  |                                         |  |
|                                                              |                                                            | 14. Edward Fitzalan-Howard, I barone Howard di Glossop | 28. Henry Howard, XIII duca di Norfolk (= 8)         |  |  |       |  |  |                                       |  |  |                                         |  |
|                                                              |                                                            | 14. Edward Fitzalan-Howard, I barone Howard di Glossop | 29. Charlotte Sophia Leveson-Gower (= 9)             |  |  |       |  |  |                                       |  |  |                                         |  |
| 7. Angela Fitzalan-Howard                                    |                                                            | 14. Edward Fitzalan-Howard, I barone Howard di Glossop |                                                      |  |  |       |  |  |                                       |  |  |                                         |  |
|                                                              |                                                            | 15. Augusta Talbot                                     | 30. George Henry Talbot                              |  |  |       |  |  |                                       |  |  |                                         |  |
|                                                              |                                                            | 15. Augusta Talbot                                     | 30. George Henry Talbot                              |  |  |       |  |  |                                       |  |  |                                         |  |
|                                                              |                                                            | 15. Augusta Talbot                                     | 31. Augusta Jones                                    |  |  |       |  |  |                                       |  |  |                                         |  |
|                                                              |                                                            | 15. Augusta Talbot                                     |                                                      |  |  |       |  |  |                                       |  |  |                                         |  |